# الحزب التقدمي الاجتماعي
الحزب التقدمي الاجتماعي (بالبرتغالية: Partido Social Progressista‏) كان حزبًا سياسيًا شعبويًا محافظًا في البرازيل بين عامي 1946 و1965، بقيادة أديمر دي باروس. نتيجة الاندماج بين الأحزاب الصغيرة، كان في الواقع رابع أكبر حزب بعد الحزب الديمقراطي الاجتماعي والاتحاد الوطني الديمقراطي وحزب العمال البرازيلي في حقبة 1947-1965. كان الحزب قويا للغاية في ولاية ساو باولو، تحت قيادة أديمار دي باروس، الذي شغل منصب حاكم وعمدة ساو باولو خلال هذه الفترة، إلى جانب كونه مرشحًا للرئاسة في عام 1960، وفاز بأكثر من 20٪ من الأصوات. مثل جميع الأحزاب في حقبة 1947-1965، ألغي من قبل الحكومة العسكرية.
في عام 1989، تم إنشاء الحزب من جديد من قبل الصحفي «مارونزينيو» الذي ترشح للرئاسة وحقق تصويتًا ضئيلًا. ثم أعاد ابن أديمار دي باروس، فيلهو، إنشاء الحزب الجمهوري التقدمي الذي لم يحقق نجاح الحزب القديم.